# Tři barvy: Modrá
Tři barvy: Modrá (v originále Trois Couleurs : Bleu) je francouzsko-polsko-švýcarský hraný film z roku 1993, který režíroval Krzysztof Kieślowski. Snímek měl světovou premiéru na Mezinárodním filmovém festivalu Cinefest Sudbury. Jedná se o první část triptychu Tři barvy (modrá / bílá / červená), který postupně zkoumá tři pojmy francouzského hesla Volnost, rovnost, bratrství.

## Děj
Julie přišla při autonehodě o dítě i o manžela, slavného hudebního skladatele. Začne budovat nový život o samotě, ale musí bojovat, aby se osvobodila od své minulosti.

## Obsazení
| Juliette Binocheová  | Julie de Courcy   |
| Benoît Régent        | Olivier Benoit    |
| Florence Pernel      | Sandrine          |
| Charlotte Véry       | Lucille           |
| Emmanuelle Riva      | matka Julie       |
| Hélène Vincent       | novinářka         |
| Philippe Volter      | realitní makléř   |
| Yann Trégouët        | Antoine, stopař   |
| Claude Duneton       | lékař             |
| Jacek Ostaszewski    | flétnista         |
| Hugues Quester       | Patrice de Courcy |
| Florence Vignon      | kopistka          |
| Julie Gayet          | advokátka         |
| Julie Delpy          | Dominique         |
| Zbigniew Zamachowski | Karol             |
| Isabelle Sadoyan     | služebná          |
| Catherine Thérouenne | sousedka          |

## Ocenění
- Filmový festival v Benátkách: Zlatý lev, Volpi Cup za nejlepší ženský výkon (Juliette Binocheová), nejlepší kamera ( Sławomir Idziak)
- Los Angeles Film Critics Association Awards: nejlepší hudba (Zbigniew Preisner) - ex-æquo s filmy The Secret Garden a Olivier, Olivier
- Masque et la Plume: Cena posluchačů
- César: nejlepší herečka (Juliette Binoche), nejlepší střih (Jacques Witta), nejlepší zvuk (Jean-Claude Laureux a William Flageollet); nominace v kategoriích nejlepší kamera (Sławomir Idziak), nejlepší režisér (Krzysztof Kieślowski), nejlepší film, nejlepší filmová hudba (Zbigniew Preisner), nejlepší původní scénář nebo adaptace(Krzysztof Kieślowski a Krzysztof Piesiewicz)
- Goya: nejlepší evropský film
- Cena Sant Jordi: nejlepší film a nejlepší herečka (Juliette Binoche)
- Berlinale: Cena pro zahraniční film

- Zlatý glóbus: nominace v kategoriích nejlepší zahraniční film, nejlepší herečka v dramatickém filmu (Juliette Binoche), nejlepší filmová hudba (Zbigniew Preisner)